# Vayssierea felis
Vayssierea felis is een slakkensoort uit de familie van de Okadaiidae. De wetenschappelijke naam van de soort is, als Trevelyana felis, voor het eerst geldig gepubliceerd in 1881 door Collingwood.